# Lista de juízes associados da Suprema Corte dos Estados Unidos
Essa é a lista dos juízes associados da Suprema Corte dos Estados Unidos.
| Número | Retrato | Nome                             | Substituindo   | Experiência anterior                                                                       | Data de Confirmação do senado | Nomeado por               |
| ------ | ------- | -------------------------------- | -------------- | ------------------------------------------------------------------------------------------ | ----------------------------- | ------------------------- |
| 1      |         | John Rutledge                    | (novo assento) | Governador da Carolina do Sul                                                              | 26 de setembro de 1789        | George Washington         |
| 2      |         | William Cushing                  | (novo assento) | Chefe de Justiça na Suprema Corte de Massachusetts                                         | 26 de setembro de 1789        | George Washington         |
| 3      |         | James Wilson                     | (novo assento) | Advogado                                                                                   | 26 de setembro de 1789        | George Washington         |
| 4      |         | Jonh Blair                       | (novo assento) | Membro da Casa dos Burgueses                                                               | 26 de setembro de 1789        | George Washington         |
| 5      |         | James Iredell                    | (novo assento) | Advogado Geral da Carolina do Norte e juiz da Suprema Corte da Carolina do Norte           | 10 de fevereiro de 1790       | George Washington         |
| 6      |         | Thomas Johnson                   | Rutledge       | Governador de Maryland                                                                     | 7 de novembro de 1791         | George Washington         |
| 7      |         | William Paterson                 | Johnson        | Governador de Nova Jérsei                                                                  | 4 de março de 1793            | George Washington         |
| 8      |         | Samuel Chase                     | Blair          | Chefe de Justiça da Corte Geral de Maryland                                                | 27 de janeiro de 1796         | George Washington         |
| 9      |         | Bushrod Washington               | Wilson         | Membro da Câmara dos Delegados da Virginia                                                 | 20 de dezembro de 1798        | John Adams                |
| 10     |         | Alfred Moore                     | Iredell        | Juiz da Suprema Corte da Carolina do Norte                                                 | 10 de dezembro de 1799        | John Adams                |
| 11     |         | William Johnson                  | Moore          | Orador da Câmara dos Representantes da Carolina do Sul                                     | 24 de março de 1804           | Thomas Jefferson          |
| 12     |         | Henry Brockholst Livingston      | Paterson       | Juiz associado da Suprema Corte de Nova Iorque                                             | 17 de dezembro de 1806        | Thomas Jefferson          |
| 13     |         | Thomas Tood                      | (novo assento) | Juiz associado da Corte de Apelações do Kentucky                                           | 2 de março de 1807            | Thomas Jefferson          |
| 14     |         | Gabriel Duvall                   | Chase          | Membro da Câmara dos Delegados de Maryland                                                 | 18 de novembro de 1811        | James Madison             |
| 15     |         | Joseph Story                     | Cushing        | Membro da Câmara dos Representantes de Massachusetts                                       | 18 de novembro de 1811        | James Madison             |
| 16     |         | Smith Thompson                   | Livingston     | Juiz associado da Suprema Corte de Nova Iorque                                             | 9 de dezembro de 1823         | James Monroe              |
| 17     |         | Robert Trimble                   | Todd           | Membro da Câmara dos Representantes do Kentucky                                            | 9 de maio 1826                | John Quincy Adams         |
| 18     |         | John McLean                      | Trimble        | Diretor-geral dos Correios dos Estados Unidos                                              | 7 de março de 1829            | Andrew Jackson            |
| 19     |         | Henry Baldwin                    | Washington     | Membro da Câmara dos Representantes do 14° Distrito da Pensilvânia                         | 9 de janeiro de 1835          | Andrew Jackson            |
| 20     |         | James Moore Wayne                | Johnson        | Prefeito de Savannah                                                                       | 6 de janeiro de 1830          | Andrew Jackson            |
| 21     |         | Philip Pendleton Barbour         | Duvall         | Orador da Câmara dos Representantes dos Estados Unidos                                     | 15 de março de 1836           | Andrew Jackson            |
| 22     |         | John Catron                      | (novo assento) | Chefe de Justiça da Suprema Corte do Tennessee                                             | 8 de março de 1837            | Andrew Jackson            |
| 23     |         | John McKinley                    | (novo assento) | Membro da Câmara dos Representantes do Alabama                                             | 25 de setembro de 1837        | Martin Van Buren          |
| 24     |         | Peter Vivian Daniel              | Barbour        | Vice-governador da Virginia                                                                | 2 de março de 1841            | Martin Van Buren          |
| 25     |         | Samuel Nelson                    | Thompson       | Chefe de Justiça da Suprema Corte de Nova Iorque                                           | 14 de fevereiro de 1845       | John Tyler                |
| 26     |         | Levi Woodbury                    | Story          | Secretário do Tesouro dos Estados Unidos                                                   | 31 de janeiro de 1846         | James K. Polk             |
| 27     |         | Robert Cooper Grier              | Baldwin        | Juiz do Condado de Allegheny                                                               | 4 de agosto de 1846           | James K. Polk             |
| 28     |         | Benjamin Robbins Curtis          | Woodbury       | Membro da Câmara dos Representantes do Alabama                                             | 20 de dezembro de 1851        | Millard Fillmore          |
| 29     |         | John Archibald Campbell          | McKinley       | Membro da Câmara dos Representantes de Massachusetts                                       | 22 de março de 1853           | Franklin Pierce           |
| 30     |         | Nathan Clifford                  | Curtis         | Embaixador dos Estados Unidos no México                                                    | 12 de janeiro de 1858         | James Buchanan            |
| 31     |         | Noah Haynes Swayne               | McLean         | Membro da Câmara dos Representantes de Ohio                                                | 24 de janeiro de 1862         | Abraham Lincoln           |
| 32     |         | Samuel Freeman Miller            | Daniel         | Advogado                                                                                   | 16 de julho de 1862           | Abraham Lincoln           |
| 33     |         | David Davis                      | Campbell       | Membro da Câmara dos Representantes do Illinois                                            | 8 de dezembro de 1862         | Abraham Lincoln           |
| 34     |         | Stephen Johnson Field            | (novo assento) | Chefe de Justiça da Califórnia                                                             | 10 de março de 1863           | Abraham Lincoln           |
| 35     |         | William Strong                   | Grier          | Juiz associado da Suprema Corte da Pensilvânia                                             | 18 de fevereiro de 1870       | Ulysses S. Grant          |
| 36     |         | Joseph Philo Bradley             | (novo assento) | Advogado                                                                                   | 21 de março de 1870           | Ulysses S. Grant          |
| 37     |         | Ward Hunt                        | Nelson         | Membro da Assembleia estadual de Nova Iorque                                               | 11 de dezembro de 1872        | Ulysses S. Grant          |
| 38     |         | John Marshall Harlan             | Davis          | Advogado Geral do Kentucky                                                                 | 29 de novembro de 1877        | Rutherford B. Hayes       |
| 39     |         | William Burnham Woods            | Strong         | Membro da Câmara dos Representantes de Ohio                                                | 21 de dezembro de 1880        | Rutherford B. Hayes       |
| 40     |         | Thomas Stanley Matthews          | Swayne         | Membro da Câmara dos Representantes e do Senado de Ohio                                    | 12 de maio de 1881            | James Garfield            |
| 41     |         | Horace Gray                      | Clifford       | Chefe de Justiça da Suprema Corte do Massachusetts                                         | 20 de dezembro de 1881        | Chester A. Arthur         |
| 42     |         | Samuel Blatchford                | Hunt           | Juiz Distrital do do Sul de Nova Iorque                                                    | 22 de março de 1882           | Chester A. Arthur         |
| 43     |         | Lucius Quintus Cincinnatus Lamar | Woods          | Secretário do Interior dos Estados Unidos                                                  | 16 de janeiro de 1888         | Grover Cleveland          |
| 44     |         | David Josiah Brewer              | Matthews       | Juiz associado da Suprema Corte do Kansas                                                  | 18 de dezembro de 1889        | Benjamin Harrison         |
| 45     |         | Henry Billings Brown             | Miller         | Juiz distrital da Corte Distrital do Distrito Leste de Michigan                            | 29 de dezembro de 1890        | Benjamin Harrison         |
| 46     |         | George Shiras                    | Bradley        | Advogado                                                                                   | 26 de julho de 1892           | Benjamin Harrison         |
| 47     |         | Howell Edmunds Jackson           | Lamar          | Membro da Câmara dos Representantes do Tennessee                                           | 18 de fevereiro de 1893       | Benjamin Harrison         |
| 48     |         | Edward Douglass White            | Blatchford     | Secretário do Interior dos Estados Unidos                                                  | 19 de fevereiro de 1894       | Grover Cleveland          |
| 49     |         | Rufus Wheeler Peckham            | Jackson        | Juiz associado da Corte de Apelações de Nova Iorque                                        | 9 de dezembro de 1895         | Grover Cleveland          |
| 50     |         | Joseph McKenna                   | Field          | Advogado Geral dos Estados Unidos                                                          | 21 de janeiro de 1898         | William McKinley          |
| 51     |         | Oliver Wendell Holmes            | Gray           | Chefe de Justiça da Suprema Corte Judicial do Massachusetts                                | 4 de dezembro de 1902         | Theodore Roosevelt        |
| 52     |         | William R. Day                   | Shiras         | Secretário de Estado dos Estados Unidos                                                    | 23 de fevereiro de 1903       | Theodore Roosevelt        |
| 53     |         | William Henry Moody              | Brown          | Secretário da Marinha dos Estados Unidos                                                   | 12 de dezembro de 1906        | Theodore Roosevelt        |
| 54     |         | Horace Harmon Lurton             | Peckham        | Decano da Escola jurídica de Vanderbilt                                                    | 20 de dezembro de 1909        | William Howard Taft       |
| 55     |         | Charles Evans Hughes             | Brewer         | Governador de Nova Iorque, Professor                                                       | 2 de maio de 1910             | William Howard Taft       |
| 56     |         | Willis Van Devanter              | White          | Chefe de Justiça da Suprema Corte de Wyoming                                               | 15 de dezembro de 1910        | William Howard Taft       |
| 57     |         | Joseph Rucker Lamar              | Moody          | Membro da Câmara dos Representantes da Geórgia                                             | 15 de dezembro de 1910        | William Howard Taft       |
| 58     |         | Mahlon Pitney                    | Harlan         | Juiz associado da Suprema Corte de Nova Iorque                                             | 13 de março de 1912           | William Howard Taft       |
| 59     |         | James Clark McReynolds           | Lurton         | Professor                                                                                  | 29 de agosto de 1914          | Woodrow Wilson            |
| 60     |         | Louis Brandeis                   | Lamar          | Advogado                                                                                   | 1 de junho de 1916            | Woodrow Wilson            |
| 61     |         | John Hessin Clarke               | Hughes         | Juiz distrital da Corte do Distrito do Nordeste de Ohio                                    | 24 de julho de 1916           | Woodrow Wilson            |
| 62     |         | George Sutherland                | Clarke         | Senador americano de Utah                                                                  | 5 de setembro de 1922         | Warren G. Harding         |
| 63     |         | Pierce Butler                    | Day            | Presidente da Associação de Advogados do Minnesota                                         | 21 de dezembro de 1922        | Warren G. Harding         |
| 64     |         | Edward Terry Sanford             | Pitney         | Advogado geral assistente dos Estados Unidos                                               | 29 de janeiro de 1923         | Warren G. Harding         |
| 65     |         | Harlan F. Stone                  | McKenna        | Decano da Escola jurídica de Columbia                                                      | 5 de fevereiro de 1925        | Calvin Coolidge           |
| 66     |         | Owen Josephus Roberts            | Sanford        | Advogado distrital assistente da Filadélfia                                                | 20 de maio de 1930            | Herbert Hoover            |
| 67     |         | Benjamin N. Cardozo              | Holmes         | Juiz associado da Suprema Corte de Nova Iorque                                             | 24 de fevereiro de 1932       | Herbert Hoover            |
| 68     |         | Hugo Black                       | Van Devanter   | Senador americano do Alabama                                                               | 17 de agosto de 1937          | Franklin Delano Roosevelt |
| 69     |         | Stanley Forman Reed              | Sutherland     | Advogado-geral dos Estados Unidos                                                          | 25 de janeiro de 1938         | Franklin Delano Roosevelt |
| 70     |         | Felix Frankfurter                | Cardozo        | co-fundador da União Americana pelas Liberdades Civis                                      | 17 de janeiro de 1939         | Franklin Delano Roosevelt |
| 71     |         | William O. Douglas               | Brandeis       | Presidente da Comissão de Títulos e Câmbio dos Estados Unidos                              | 4 de abril de 1939            | Franklin Delano Roosevelt |
| 72     |         | Frank Murphy                     | Butler         | Prefeito de Detroit e governador do Michigan                                               | 16 de janeiro de 1940         | Franklin Delano Roosevelt |
| 73     |         | James F. Byrnes                  | McReynolds     | Senador americano da Carolina do Sul                                                       | 12 de junho de 1941           | Franklin Delano Roosevelt |
| 74     |         | Robert H. Jackson                | Stone          | Advogado-geral dos Estados Unidos                                                          | 7 de julho de 1941            | Franklin Delano Roosevelt |
| 75     |         | Wiley Blount Rutledge            | Byrnes         | Decano da Escola jurídica da Universidade de Washington e de Iowa                          | 8 de fevereiro de 1943        | Franklin Delano Roosevelt |
| 76     |         | Harold Hitz Burton               | Roberts        | Prefeito de Cleveland                                                                      | 19 de setembro de 1945        | Harry S. Truman           |
| 77     |         | Tom C. Clark                     | Murphy         | Procurador-geral dos Estados Unidos                                                        | 18 de agosto de 1949          | Harry S. Truman           |
| 78     |         | Sherman Minton                   | Rutledge       | Senador americano de Indiana                                                               | 4 de outubro de 1949          | Harry S. Truman           |
| 79     |         | John Marshal Harlan              | Jackson        | Advogado assistente especial de Nova Iorque                                                | 16 de março de 1955           | Dwight Eisenhower         |
| 80     |         | William J. Brennan               | Minton         | Juiz associado da Suprema Corte de Nova Jérsei                                             | 19 de março de 1957           | Dwight Eisenhower         |
| 81     |         | Charles Evans Whittaker          | Reed           | Juiz do Oitavo Circuito de Cortes de Apelação dos Estados Unidos                           | 19 de março de 1957           | Dwight Eisenhower         |
| 82     |         | Potter Stewart                   | Burton         | Membro do conselho municipal de Cincinnati                                                 | 5 de maio de 1959             | Dwight Eisenhower         |
| 83     |         | Byron White                      | Whittaker      | Advogado-geral adjunto dos Estados Unidos                                                  | 11 de abril de 1962           | John F. Kennedy           |
| 84     |         | Arthur Goldberg                  | Frankfurter    | Secretário do Trabalho dos Estados Unidos Conselheiro-geral da Public Works Administration | 25 de setembro de 1962        | John F. Kennedy           |
| 85     |         | Abe Fortas                       | Goldberg       | Conselheiro-geral da Public Works Administration                                           | 11 de agosto de 1965          | Lyndon B. Johnson         |
| 86     |         | Thurgood Marshall                | Clark          | Advogado-geral dos Estados Unidos                                                          | 30 de agosto de 1967          | Lyndon B. Johnson         |
| 87     |         | Harry Blackmun                   | Fortas         | Juiz do Oitavo Circuito de Cortes de Apelação dos Estados Unidos                           | 12 de maio de 1970            | Richard Nixon             |
| 88     |         | Lewis Franklin Powell, Jr.       | Black          | Presidente da American Bar Association                                                     | 6 de dezembro de 1971         | Richard Nixon             |
| 89     |         | William Rehnquist                | Harlan         | Advogado-geral assistente do Escritório de Conselho legal dos Estados Unidos               | 10 de dezembro de 1971        | Richard Nixon             |
| 90     |         | John Paul Stevens                | Douglas        | Vice-presidente da Associação dos Advogados de Chicago                                     | 17 de dezembro de 1975        | Gerald Ford               |
| 91     |         | Sandra Day O'Connor              | Stewart        | Líder majoritária do Senado do Arizona                                                     | 21 de setembro de 1981        | Ronald Reagan             |
| 92     |         | Antonin Scalia                   | Rehnquist      | Líder da Conferência Administrativa dos Estados Unidos                                     | 17 de dezembro de 1986        | Ronald Reagan             |
| 93     |         | Anthony Kennedy                  | Powell         | Juiz do Nono Circuito de Cortes de Apelação dos Estados Unidos                             | 3 de fevereiro de 1988        | Ronald Reagan             |
| 94     |         | David Souter                     | Brennan        | Juiz associado da Suprema Corte de Nova Hampshire                                          | 2 de outubro de 1990          | George H. W. Bush         |
| 95     |         | Clarence Thomas                  | Marshall       | Advogado-geral assistente do Missouri                                                      | 23 de outubro de 1991         | George H. W. Bush         |
| 96     |         | Ruth Bader Ginsburg              | White          | Conselheira-geral da União Americana dos Direitos Civis                                    | 3 de agosto de 1993           | Bill Clinton              |
| 97     |         | Stephen Breyer                   | Blackmun       | Juiz chefe do Primeiro Circuito de Cortes de Apelação dos Estados Unidos                   | 29 de julho de 1994           | Bill Clinton              |
| 98     |         | Samuel Alito                     | O'Connor       | Advogado assistente do Distrito de Nova Jérsei                                             | 31 de janeiro de 2006         | George W. Bush            |
| 99     |         | Sonia Sotomayor                  | Souter         | Juíza do Segundo Circuito de Cortes de Apelação dos Estados Unidos                         | 6 de agosto de 2009           | Barack Obama              |
| 100    |         | Elena Kagan                      | Stevens        | Advogada-geral dos Estados Unidos                                                          | 5 de agosto de 2010           | Barack Obama              |
| 101    |         | Neil Gorsuch                     | Scalia         | Juiz do Décimo Circuito de Cortes de Apelação dos Estados Unidos                           | 7 de abril de 2017            | Donald Trump              |
| 102    |         | Brett Kavanaugh                  | Kennedy        | Juiz do Circuito de Cortes de Apelação dos Estados Unidos no Distrito de Columbia          | 6 de outubro de 2018          | Donald Trump              |
| 103    |         | Amy Coney Barrett                | Ginsburg       | Juíza da Corte de Apelações dos Estados Unidos para o Sétimo Circuito                      | 27 de outubro de 2020         | Donald Trump              |